# Jan Andersson (Politiker)
Jan Andersson (* 17. März 1947 in Helsingborg, Schweden) ist ein schwedischer Politiker (SAP) und MdEP.
Andersson war von 1972 bis 1988 Lehrer in Helsingborg, wo er von 1982 bis 1988 auch Mitglied des Stadtrats war. 1988 bis 1995 war er Mitglied des schwedischen Reichstags. Seit 2000 ist er außerordentliches Mitglied des Parteivorstands der SAP.
Vom schwedischen EU-Beitritt 1995 bis zur Europawahl 2009 war Jan Andersson Mitglied des Europäischen Parlaments in der Fraktion der Sozialdemokratischen Partei Europas (SPE). Während dieser Zeit war er durchgehend Mitglied im Ausschuss für Beschäftigung und soziale Angelegenheiten, den er ab 2005 leitete.